# Toro Submarino
Le Toro Submarino (en français : « Taureau sous-marin ») est un sous-marin péruvien, développé pendant la guerre du Pacifique (1879-1884). Bien que complètement opérationnel, le sous-marin n’avait jamais été en action avant la fin de la guerre, lorsqu’il a été sabordé pour empêcher sa capture par les troupes chiliennes.

## Conception
En 1864, un ingénieur civil de nationalité péruvienne, né d’un père allemand et d’une mère vénézuélienne, Federico Blume Othon (1831-1901), a développé la conception du premier sous-marin de la marine péruvienne. Blume, qui avait participé à la construction de chemins de fer au Pérou, a présenté son idée après que l’escadre espagnole du Pacifique ait occupé les îles Chincha pendant la guerre hispano-sud-américaine. Son but était de créer un dispositif capable d’affronter la puissante flotte ennemie avec un minimum de risques. Le résultat a été le Toro Submarino (Taureau sous-marin). C’était une conception révolutionnaire pour l’époque. Il flottait et pouvait plonger en ouvrant une vanne et en remplissant les ballasts. Il pouvait également renouveler l’air intérieur en immersion, en utilisant le principe du schnorchel. Cependant, la guerre avec l'Espagne a pris fin en 1866, et le sous-marin n’a pas été construit.
Pendant la guerre avec le Chili, Blume a de nouveau offert ses services à la marine péruvienne, en présentant une version améliorée de son sous-marin de 1864. L’ingénieur commence à travailler sur sa machine en juin 1879, deux mois seulement après la déclaration de guerre, finançant le projet avec ses propres ressources. Les travaux ont été effectués en secret pendant quatre mois dans une usine du chemin de fer Piura-Paita Northern. La coque du sous-marin était une chaudière cylindrique en fer de 15 m de long et de 6,4 mm d’épaisseur, aux tôles reliées entre elles par des bandes de fer et des rivets. Il pouvait être actionné manuellement par huit hommes (sur un équipage total de onze) qui, en même temps, pouvaient actionner les ventilateurs d’air et la pompe à eau. Les tubes de ventilation étaient en laiton et pouvaient être soulevés ou abaissés grâce à un dispositif spécial. L’instrumentation du navire comprenait des manomètres internes, un profondimètre et un niveau d'eau du réservoir de ballast. Le sous-marin utilisait un moteur à essence de type Otto, pour la navigation en surface, et des moteurs électriques pour les opérations en immersion.
Le 14 octobre 1879, Blume, avec son fils et huit cheminots, a commencé à tester le sous-marin au large de la côte de Paita. Les essais ont duré près de trois semaines et ont prouvé que le sous-marin pouvait atteindre une profondeur de 22 mètres et une vitesse maximale de 4 nœuds (7,4 km/h). La nouvelle de l’invention de cette arme étonnante est parvenue au directeur suprême Nicolás de Piérola, qui est devenu très enthousiaste à l’idée de l’utiliser contre la marine chilienne, de sorte que des préparatifs ont été faits pour montrer ses capacités aux autorités.

## Engagements
Le sous-marin a été amené à Callao dans le plus grand secret, caché dans le transport Limeña. En juillet 1880, le Toro Submarino effectue sa première immersion officielle. Parmi les passagers se trouvait le ministre de la Guerre péruvien. Au cours de ces manœuvres, le sous-marin est resté immergé pendant 30 minutes sans subir de dommages, prouvant qu’il pouvait être utilisé comme une plate-forme fiable. Le ministre a été très impressionné. Son rapport au gouvernement sur les capacités du sous-marin était favorable, et la décision a été prise de l’utiliser contre les navires de guerre chiliens.
La première tâche confiée au Toro Submarino fut d’avancer de nuit, en remorquant deux torpilles, vers l’une ou l’autre des frégates blindées ennemies (les Almirante Cochrane ou Blanco Encalada) qui étaient ancrées sur l’île San Lorenzo, à quelques kilomètres au large de Callao. Le sous-marin devait se déployer sous l’un des navires et lâcher les torpilles. Celles-ci, activées par un dispositif à retardement, exploseraient et couleraient l’objectif. Cependant, alors que le Toro Submarino se préparait à attaquer et était déjà sous 11 m d’eau, les Chiliens, informés par leurs espions d’une « arme secrète et puissante » péruvienne, ont déplacé leurs navires vers le sud et la mission a été annulée.
Le 16 janvier 1881, après la bataille de Miraflores et à la veille de l’occupation de la capitale péruvienne, le sous-marin de Blume est sabordé, avec les autres navires de la flotte péruvienne, pour éviter d’être capturé par l’ennemi. Certains analystes de la guerre navale croient encore que si le Toro Submarino avait réussi, il aurait radicalement changé le cours de la guerre en faveur du Pérou. Cependant, de nombreux historiens modernes ont exprimé leur scepticisme quant à cette possibilité.